# Teisutis Zikaras
Teisutis (Joe) Zikaras (* 5. Juli 1922 in Panevėžys, Litauen; † 10. Mai 1991 in Melbourne, Australien) war ein litauisch-australischer Bildhauer. 

## Leben und Werk
Zikaras besuchte von 1942 bis 1943 die Kunstakademie von Kaunas in Litauen, deren Leiter sein Vater Juozas Zikaras seit 1929 war. Sein Vater nahm sich im November 1944 das Leben. Nach dem Ende des Zweiten Weltkriegs war Zikaras zwei Jahre lang zur Bildhauerausbildung an einer Handwerkerschule in Freiburg im Breisgau
, bevor er nach Australien auswanderte; dort kam er im Jahr 1949 in Melbourne an. Von 1952 bis 1956 assistierte er als Bildhauer an der Erstellung des Melbourne War Memorial. Er war als Dozent für Bildhauerei am Royal Melbourne Institute of Technology angestellt und Mitglied der Victorian Sculptor Society.

## Centre Five group
Im Jahr 1961 gab es Versammlungen der Centre Five Group of sculptors, die Julius Kane organisierte und zu deren Gründungsmitglied Zikaras zählte. Die Centre 5 Group gab sich einen Fünf-Punkteplan, der während ihrer Versammlungen vorgestellt wurde. Zu dieser Gruppe der Victorian Sculptors Society gehörten Clifford Last, Inge King, Norma Redpath, Vincas Jomantas, Teisutis Zikaras, Julius Kane und Lenton Parr. Einer der fünf Punkte dieses Plans war, dass der Kontakt der Bildhauer zur Öffentlichkeit verbreitert und das Kunstverständnis erweitert werden sollte. Ein weiteres Anliegen dieser Gruppe war es, dass Gruppenausstellungen der Bildhauer stattfinden sollten. Als sie die Victorian Sculptors Society verließen, wurden ihre Gemeinschaftsausstellungen als Konkurrenzveranstaltungen betrachtet und dies führte zu einer tiefen Teilung der dortigen Bildhauergemeinschaft. Die ersten derartigen Gruppenausstellungen fanden in den Jahren 1963, 1964 und 1965 statt. Auch in den Jahren 1974 und 1984 wurden Werke dieser Bildhauer als Ausstellung der Centre Five group vorgestellt.

## Werk (Auswahl)
- Wandrelief (1958) vor dem Union House der Universität Melbourne[4]
- Horseman (1958), McClelland Gallery and Sculpture Park
- Mekanus (1960), Ausstellungsbeteiligung
- Banana Peel (1965), Brunnenskulptur in Melbourne
- The Lovers (1975), National Gallery of Victoria